# فارنا (روسيا)
فارنا (بالروسية: Варна) هي مدينة في مقاطعة أوبلاست تشيليابنسك في روسيا. يبلغ عدد سكانها حوالي 9700 نسمة.